# Пролетарский сельсовет (Оренбургская область)
Пролетарский сельсовет — муниципальное образование со статусом сельского поселения и административно-территориальное образование в Красногвардейском районе Оренбургской области РФ. Административный центр — посёлок Пролетарка.

## Краткая географическая и социально-экономическая характеристики[3]

### География
Сельское поселение расположено на западе МО Красногвардейского района и граничит:
- на севере — с Нижнекристальским сельским советом;
- на юге и востоке — с Токским сельским советом;
- на западе — с Новоникольским сельским советом Грачёвского района

Рельеф местности грядово-холмистый, средне расчленённый с долинами рек и балками. Грунт чернозёмно-песчаный. Глубина залегания грунтовых вод до 3 м.
Климат резко континентальный. Средняя температура в летние месяцы — плюс 21 °C, в зимние — минус 15 °C. Преобладающий ветер северо-западного и юго-восточного направлений.
Основной тип растительности — берёзово-осиновые и дубовые колки; пойменные и степные луга.
Главная водная артерия — река Ток.

## История
9 марта 2005 года в соответствии с законом Оренбургской области № 1901/343-III-ОЗ образовано сельское поселение Пролетарский сельсовет, установлены границы муниципального образования.

## Население
| 2010  | 2012  | 2013  | 2014  | 2015  | 2016  | 2017  |
| ----- | ----- | ----- | ----- | ----- | ----- | ----- |
| 1486  | ↘1442 | ↘1402 | ↘1360 | ↘1331 | ↘1310 | ↘1285 |
| 2018  | 2019  | 2020  | 2021  |       |       |       |
| ↘1254 | ↘1212 | ↘1195 | ↘1156 |       |       |       |

## Состав сельского поселения
| № | Населённый пункт | Тип населённого пункта          | Население |
| - | ---------------- | ------------------------------- | --------- |
| 1 | Бахтиярово       | село                            | ↗352      |
| 2 | Ишалка           | посёлок                         | ↗457      |
| 3 | Карьяпово        | деревня                         | ↗203      |
| 4 | Пролетарка       | посёлок, административный центр | ↗460      |
| 5 | Яиково           | деревня                         | ↗207      |

### Социально-экономическая характеристика
Агропромышленный комплекс сельского поселения представлен К(Ф)Х «Фия».
В системе здравоохранения функционируют 5 ФАПов.
Образование. В сельсовете осуществляют свою деятельность две школы (МБОУ «Пролетарская средняя школа» и МБОУ «Ишальская начальная школа») и одно дошкольное учреждение.
В сфере торговли, общественного питания и услуг функционирует 12 торговых точек.
Теплоснабжение. Населённые пункты отапливаются газом и печным отоплением.
Водоснабжение централизованное; имеется 6 артезианских скважин.
Электроснабжение централизованное.
Газоснабжение. Имеются внутрипоселковый  и межпоселковый газопроводы.